# ブンゼン電池

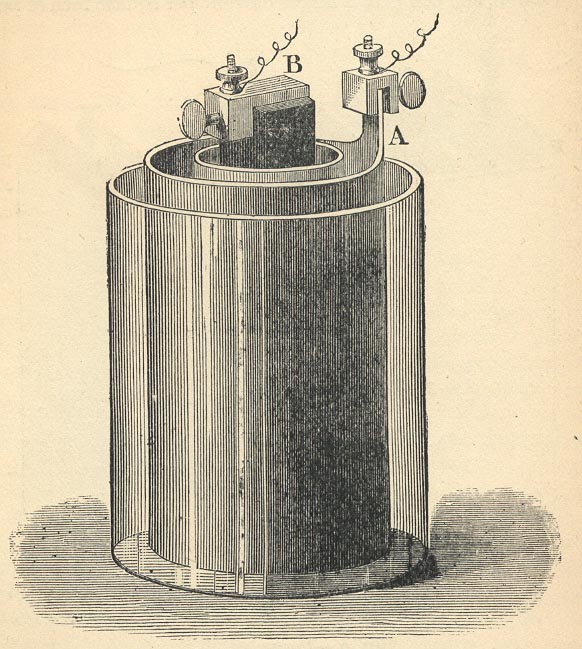
ブンゼン電池

ブンゼン電池は、亜鉛-炭素一次電池。硝酸もしくはクロム酸の炭素カソードと、それから多孔質ポットで隔離された希硫酸中の亜鉛アノードからなる。

## 詳細
約1.9Vの起電力を持ち、以下の反応を起こして発電する。
{\displaystyle {\ce {Zn + H2SO4 + 2HNO3 -> ZnSO4 + 2H2O + 2NO2(g)}}}
上記の反応により、1モルの亜鉛と硫酸と2モルの硝酸が反応すると、結果として1モルの硫酸亜鉛と2モルの水と二酸化窒素（泡状の気体）が得られる。
この電池の名前は発明者である化学者ロベルト・ブンゼンにちなむ。彼はグローブがグローブ電池に使っていた高価な白金カソードを微粉炭やコークスの形の炭素に置き換えることで、それを改良した。グローブの電池と同じように、ブンゼンの電池も有毒ガスである二酸化窒素を排出するものだった。
ブンゼンはこの電池を用いて金属を抽出した。アンリ・モアッサンはフッ素を初めて得るためのフッ化水素の電気分解に、この電池を90個重ねたものを使用した。

## さらに読む
- Ayrton, W.E.; T. Mather (1911). Practical Electricity. London: Cassell and Company. pp. 183–185
- Peschel, Karl Friedrich (1846). Elements of Physics. Longman, Brown, Green, and Longmans. p. 82
- R. Bunsen (1841). “Ueber eine neue Construction der galvanischen Säule”. Annalen der Chemie und Pharmacie 38 (3):  311–313. doi:10.1002/jlac.18410380306.
- R. Bunsen (1841). “Ueber die Anwendung der Kohle zu Volta'schen Batterien”. Annalen der Physik und Chemie 130 (11):  417–430. Bibcode: 1841AnP...130..417B. doi:10.1002/andp.18411301109.